# 格里沙·菲利波夫
格奥尔基(格里沙)·斯坦契夫·菲利波夫  (1919年7月13日—1994年11月2日) 保加利亚共产党领导人，1981年-1986年任保加利亚部长会议主席。

## 生平
菲利波夫出生于乌克兰卢甘斯克州首府卡季伊夫卡一个小镇的保加利亚移民家庭。1936年，他和他的家人返回保加利亚，菲利波夫就读于洛维奇高中。虽然他的保加利亚语很流利，但沉重的俄罗斯口音，在晚年使他在保加利亚人中有点不受欢迎。1938年到1940年他就读于索非亚大学，1940年加入保加利亚共产党，积极参加反法西斯斗争，他在1942年被捕入狱，1944年法西斯主义倒台后，在莫斯科学习工业经济和贸易(1951年毕业)，1966年当选保加利亚共产党中央委员会委员，1974年当选中央政治局委员，1971年到1981年和1986年到1989年他担任保加利亚国务委员会委员，他是保加利亚主要的经济专家，是经济自由化同情派。
菲利波夫与托多尔·日夫科夫关系密切，经常被吹捧为日夫科夫的继任者。1981年6月16日在国民议会选举之后，菲利波夫被任命为部长会议主席，他担任到1986年3月21日。
1989年保加利亚共产党下台，菲利波夫失去政治职位，1990年4月24日他被开除出共产党（BCP）。1992年7月14日菲利波夫被指控挪用公款，审讯之前他死在索非亚监狱。